# Olivia Colman
Pour les articles homonymes, voir Colman.
Olivia Colman, née Sarah Caroline Colman le 30 janvier 1974 à Norwich en Angleterre, est une actrice, productrice et humoriste britannique.
D'abord cantonnée à des rôles secondaires, elle est révélée dans le film Tyrannosaur. Par la suite, elle apparaît à la télévision notamment dans Accused, Twenty Twelve et Broadchurch.
En 2018, elle obtient une reconnaissance internationale grâce au rôle de la reine Anne dans le film biographique La Favorite, pour lequel elle obtient la Coupe Volpi de la meilleure interprétation féminine et ensuite le Golden Globe, le Bafta et l'Oscar de la meilleure actrice. Cette consécration tardive lui ouvre les portes d'Hollywood : elle apparaît dans des projets plus importants, soit à la télévision comme avec la série The Crown dans le rôle de la reine Élisabeth II, soit au cinéma avec des films comme The Father, The Lost Daughter ou Empire of Light .
Elle est, depuis, l'une des actrices britanniques qui tournent le plus. Elle a notamment travaillé avec Yórgos Lánthimos, Florian Zeller, Maggie Gyllenhaal, Sam Mendes, Steven Knight ou Kenneth Branagh. Au cours de sa carrière, elle a remporté 4 Golden Globes , 4 Bafta, 1 Oscar et 2 Emmy Awards.

## Biographie

### Jeunesse et formation
Sarah Caroline Olivia Colman naît le 30 janvier 1974 à Norwich, en Angleterre,. Elle est la fille de Mary Leakey, infirmière et de Keith Colman, géomètre. Elle fait ses études secondaires à la Norwich High School for Girls de 1982 à 1990, puis obtient son A-level à la Gresham's School à Holt. Elle fait des études de théâtre au Bristol Old Vic Theatre School de Londres dont elle est diplômée en 1999.

### 2007-2011: Les débuts
Après avoir travaillé comme femme de ménage, au début des années 2000, Olivia Colman se tourne rapidement vers le domaine des arts en faisant ses premiers pas en tant qu'humoriste, puis actrice. Elle apparaît ainsi dans de nombreux seconds rôles de séries télévisées humoristiques, dont les plus connus sont  Twenty Twelve, Peep Show, Rev. ou Green Wing et même la série The Office.
Au même moment, elle fait un peu de figuration dans des films de séries B qui ne remportent que très peu de succès et sont même considérés comme des navets. Elle poursuit son insertion dans le domaine du cinéma en apparaissant dans le court métrage Dog Altogether (2007) qui lui permet d'avoir un rôle un peu plus conséquent et elle donne la réplique à Peter Mullan.
Ayant encore quantité de matériel non exploité, le réalisateur Paddy Considine décide d'offrir une version longue à son court métrage, ce qui engendrera le film  dramatique Tyrannosaur (2011) qui fera décoller la carrière de l'actrice. Le film reçoit un déferlement de critiques positives qui saluent notamment la performance du tandem Olivia Colman/Peter Mullan, comme Le Parisien qui écrit que « si ce film est une telle réussite, c'est aussi grâce à l'interprétation exceptionnelle du couple formé par Peter Mullan et Olivia Colman ». Le film remporte de nombreuses récompenses, dont le prix spécial du jury du Festival du film de Sundance avec son partenaire à l'écran Peter Mullan. Au cours du Festival international du film de Chicago, le jury lui accorde une mention spéciale, y ajoutant la citation suivante : « pour l'interprétation incroyable d'une femme faisant ressortir chaque note de sa vulnérabilité, de son pouvoir et de son humour ».
Fort de cette expérience, elle est choisie par la réalisatrice Phyllida Lloyd, connue pour avoir réalisé l'adaptation cinématographique de la comédie musicale Mamma Mia (2008), pour interpréter le rôle de Carol Thatcher, fille unique et mal-aimée de l'ancienne première ministre du Royaume-Uni, Margaret Thatcher, dans la biographie La Dame de fer (2011). L'actrice partage, le temps de quelques scènes, l'écran avec le monstre sacré Meryl Streep, ainsi que Jim Broadbent avant d'enchaîner le tournage des films Week-end royal (2012), où elle joue le rôle de Elizabeth Bowes-Lyon — la mère de la reine Élisabeth II, qu'elle incarnera par la suite — et la comédie romantique Mariage à l'anglaise (2013), avec Minnie Driver, et Rose Byrne.

### 2011–2017: confirmation

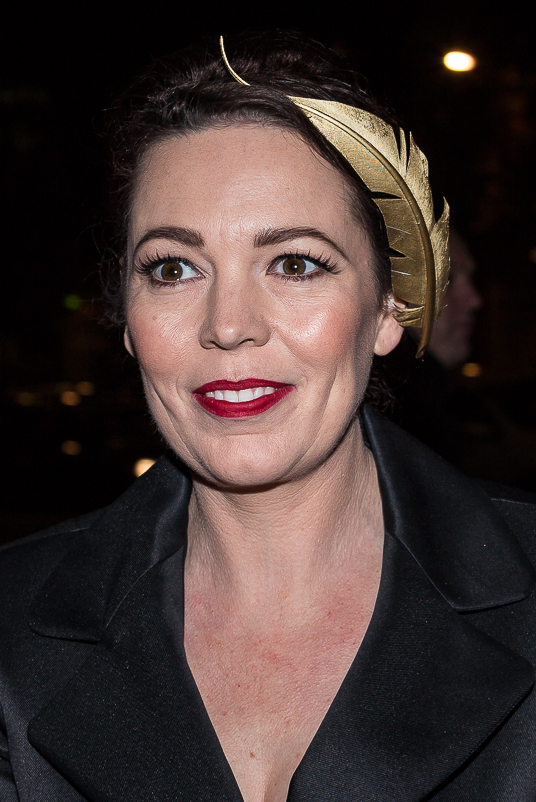
Colman en 2014

En 2013 l'actrice britannique remporte ses premières récompenses avec 2 British Academy Television Awards de la meilleure actrice pour ses rôles dans les séries  Twenty Twelve et Accused. Elle enchaîne au cinéma avec la comédie romantique Mariage à l'anglaise avec Rose Byrne et Minnie Driver en tête d'affiches. La comédie romantique est plutôt bien accueillie dans son ensemble, en particulier en France où elle se hisse à la 3e place du box office national.[réf. nécessaire]
La même année, elle incarne la redoutable enquêteuse Ellie Miller dans la série policière Broadchurch, aux côtés de David Tennant. Fiction produite par et pour la BBC, Broadchurch se révèle être une réussite. Ainsi la fiction est vendue à l'internationale où elle est un grand succès autant que dans son pays natal. Pour son rôle dans la série, Olivia Colman est saluée par les critiques et remporte un troisième British Academy Television Award de la meilleure actrice. Malgré sa popularité, Broadchurch se termine au bout de trois saisons.

### Depuis 2019: consécration grâce àLa Favoritepuis diversification
À peine a-t-elle bouclé ses scènes pour le drame The Lobster qui a pour tête d'affiche Rachel Weisz, Colin Farrell et l'actrice française Léa Seydoux que le réalisateur grec Yórgos Lánthimos souhaite engager l'actrice sur son prochain projet : un drame d'époque, tourné en costume sur la dualité entre deux favorites de la reine Anne de Grande-Bretagne et décide de lui confier le premier rôle.
Un temps annoncée, Kate Winslet cède finalement sa place à Rachel Weisz. Emma Stone, alors auréolée d'un Oscar pour La La Land, rejoint le projet quelque temps plus tard. Pour ce rôle, Colman est invitée à se détacher de toute recherche historique afin de ne pas être influencée et prend seize kilos pour incarner son personnage. Le film sort trois ans plus tard sur les écrans et reçoit de la presse spécialisée, malgré quelques polémiques, des avis dithyrambiques, ces derniers saluant principalement la qualité d’interprétation du trio et la mise en scène.[réf. nécessaire] L'équipe du film se trouve alors rapidement en tête des pronostics pour la saison des récompenses. La prestation d'Olivia Colman est plébiscitée par l'ensemble des festivaliers. Après avoir remporté à Venise la Coupe Volpi de la meilleure interprétation féminine, elle remporte le Bafta, le Golden Globe ainsi que l'Oscar de la meilleure actrice à la surprise générale dépassant Glenn Close et Lady Gaga elles aussi nommées et favorites.
Durant la cérémonie des Oscars, elle fait part de toute son admiration à sa co-nommée :
« Glenn Close. Vous avez été mon idole depuis si longtemps et vous êtes toujours mon idole, je ne voulais pas que ça se passe comme ça. Vous êtes superbe. Je vous aime. ».
La même année, elle reprend le rôle de Mme Thénardier dans la nouvelle adaptation télévisée des Misérables par le scénariste Andrew Davies pour la BBC.
Son rôle lui ouvre bientôt les portes du cinéma hollywoodien. Ainsi, seulement quelques semaines avant sa victoire aux Oscars, elle est confirmée pour succéder à Claire Foy dans les troisième et quatrième saisons de la série historique The Crown, dans le rôle d'Élisabeth II. Durant ces deux années, elle donne la réplique à des acteurs bien connus du cinéma et de la télévision, dont Tobias Menzies qui incarne son époux le prince Philippe, Helena Bonham-Carter, et les débutants Josh O'Connor et Emma Corrin.
Si elle fait part de ses appréhensions, confiant qu'elle ne se sent pas à la hauteur du travail de sa prédécesseuse, lors de la sortie de la troisième saison, les critiques sont tout autant élogieuses. Le magazine Première déclare que « l'actrice récemment oscarisée livre une performance extraordinaire, à l'image de l'ensemble du nouveau casting, qui a pris la relève de façon souveraine » et Écran Large notant qu'« Olivia Colman offre une partition plus sage et assurée en tant qu'Élisabeth II, collant parfaitement avec les doutes de la souveraine durant cette période mouvementée, mais aussi la maturité gagnée durant l'exercice du pouvoir ».
Elle remporte son troisième Golden Globe, cette fois comme meilleure actrice dans une série télévisée dramatique, avant d'annoncer qu'elle rejoindra la distribution du premier long métrage du dramaturge français Florian Zeller, intitulé The Father, aux côtés d'Anthony Hopkins.
L'année suivante est marquée par la sortie du film Le Souffle du serpent, celle de The Father, et le tournage de la quatrième saison de la série The Crown. Néanmoins, celui-ci se trouve très vite interrompue avec l'apparition de la pandémie de coronavirus. A contrario de beaucoup de productions hollywoodiennes de cette période, le tournage de cette nouvelle saison se poursuit. À sa sortie, comme les précédentes saisons, celle-ci suscite une polémique, mais, à nouveau, les acteurs sont encensés.[réf. nécessaire] Emma Corrin remporte le Golden Globe de la meilleure actrice dans une série dramatique et Olivia Colman son premier Emmy Award comme meilleure actrice dans une série dramatique.

« C’est, de loin, le rôle le plus difficile qui m’a été amené de jouer, déjà parce que j’incarne quelqu’un qui existe vraiment, toujours en vie et connue du monde entier. C’est une reine qui a marqué des générations… »

— à propos de son rôle d'Élisabeth II, dans les troisième et quatrième saisons de The Crown
Son film suivant est The Father. The Father sort d'abord en exclusivité afin d'être éligible à la saison des récompenses avant de sortir un an plus tard au cinéma. Dans ce premier film du dramaturge français Florian Zeller, Olivia Colman y incarne la fille unique d'Anthony Hopkins atteint de la maladie d'Alzheimer qui ne sait plus que faire pour l'aider. Comme auparavant, les critiques spécialistes sont unanimes sur sa performance et sur son duo avec l'acteur britannique.[réf. nécessaire] Peu de temps après, elle reçoit une nomination à l'Oscar de la meilleure actrice dans un second rôle. Au cours d'une interview, elle confie qu'elle « n’aime pas jouer, je suis juste moi ».
Après deux saisons Olivia Colman abandonne le costume d'Élisabeth II dans la série The Crown, à la faveur de l'actrice Imelda Staunton. Elle tourne ensuite sous la direction de la réalisatrice française Eva Husson le film historique Mothering Sunday, adaptation cinématographique d'un roman de Graham Swift. Elle y retrouve, à cette occasion, l'acteur Josh O'Connor qui jouait déjà son fils dans The Crown. C'est la première fois qu'elle se retrouve face à l'acteur britannique Colin Firth — qui avait incarné George VI  le père d'Élisabeth II dans Le Discours d'un roi —.
Elle signe en début d'année 2021 avec Marvel pour la mini-série Secret Invasion, avec Emilia Clarke. Cette série marque la première incursion de l'actrice dans l'univers des super-héros, elle qui est plus d'ordinaire plus attachée au cinéma d'auteur.

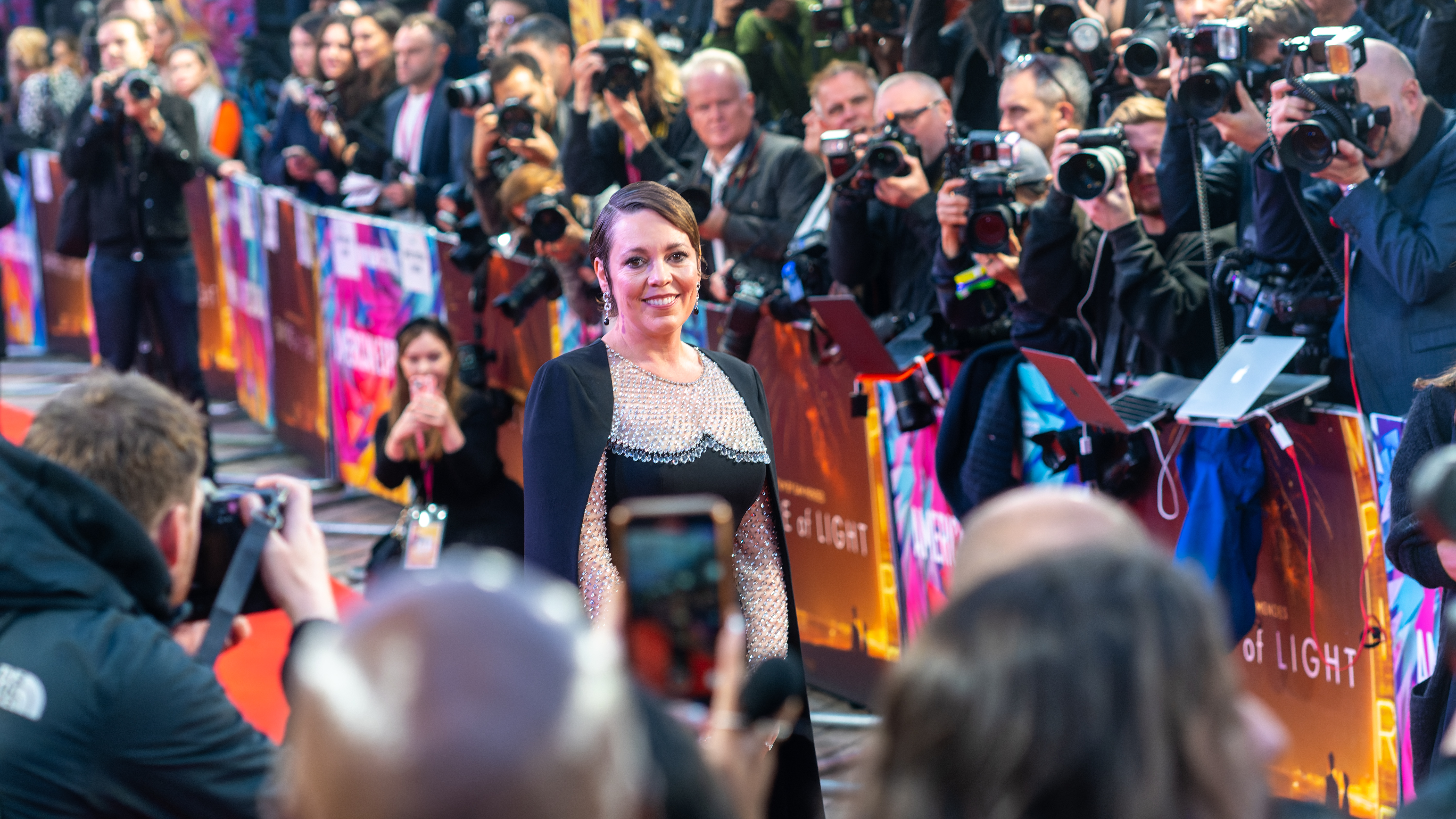
L'actrice au Festival de Toronto en 2022 pour présenter Empire of Light, le film de Sam Mendes dans lequel elle tient le rôle principal.

Fin d'année 2021, elle présente en sélection officielle à la Mostra de Venise, une autre adaptation littéraire pour le grand écran : The Lost Daughter. Elle y incarne alors une professeure des écoles divorcée, rongée par son passé, aux côtés de Jessie Buckeley, Paul Mescal et Dakota Johnson. Certains spécialistes jugent la performance d’Olivia Colman « extraordinaire » ou « phénoménale». L’actrice est nommée pour la sixième fois aux Golden Globes et la troisième fois à l’Oscar de la meilleure actrice.

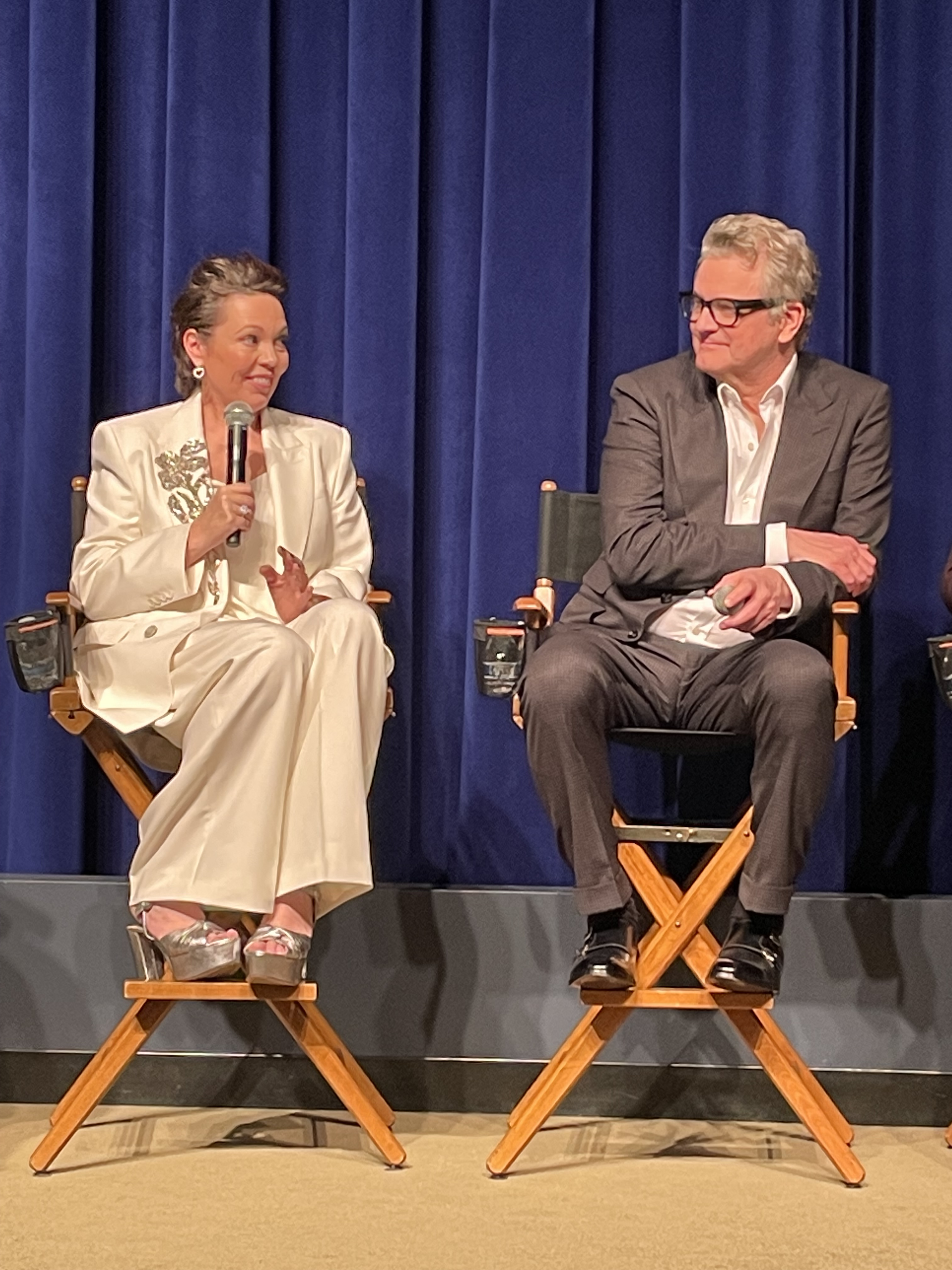
Aux côtés de son compatriote Colin Firth pour présenter Empire of Light, en 2022.

Parallèlement, elle joue l’épouse et la complice d’un tueur en série interprété par l’acteur britannique David Thewlis dans la mini-série Les Paysagistes, diffusée sur HBO. Celle-ci est écrite, créée et coproduite par l’écrivain Ed Sinclair, époux de la comédienne, qui a tout de suite pensé à sa femme pour jouer ce personnage. Lors de la promotion de la mini-série en France, l'actrice confie qu'elle n'aurait pas pu refuser ce rôle : « Pouvez-vous imaginer si j’avais dit non aux six années de travail d’Ed ? Je voulais vraiment le faire et j’aurais déclenché une tempête si cela était allé à quelqu’un d’autre ». En avril, alors que la  série pour adolescents Heartstopper est diffusée sur la plateforme Netflix, on y découvre sa présence dans le rôle de Sarah Nelson, la mère compréhensive de Nick.
Olivia Colman poursuit sa percée dans le domaine dramatique avec le film biographique La Vie extraordinaire de Louis Wain qui revient sur l'art et la vie du peintre célèbre interprété par Benedict Cumberbatch et sa relation avec son épouse jouée par Claire Foy. L'actrice britannique y tient le rôle mineur de la narratrice du film. Le long-métrage reçoit de très bons échos dans la presse.
Elle prête sa voix ensuite à deux films d'animations. D'un côté Le Chat potté 2 : La Dernière Quête avec Antonio Banderas, Selma Hayek et Florence Pugh, et de l'autre Scrooge : Un (mé)chant de Noël avec Luke Evans. Ces derniers projets sont des relectures de contes anciens.
Début 2023, l'actrice britannique joue sous la direction de Sam Mendes dans la tragédie Empire of Light. Elle y interprète le rôle d'une directrice de salles de cinéma qui tombe amoureuse d'un de ses employés afro-britannique plus jeune qu'elle dans l'Angleterre de l'ère Thatcher. Le réalisateur a écrit ce personnage spécifiquement pour l'actrice. Olivia Colman décrit ce rôle comme l'un des plus complexes et intenses de sa carrière. En effet, l'actrice, qui souhaitait éviter les stéréotypes sur la maladie mentale dont souffrait le personnage d'Hilary et être la plus juste possible, a passé des mois à se documenter sur le sujet de la bipolarité. Elle a pu aussi bénéficier des conseils de Sam Mendes dont la mère était bipolaire. Ce film signe ses retrouvailles avec l'acteur britannique Colin Firth L'alchimie entre la comédienne et Michael Ward est remarquée par la critique. Sa performance est saluée par une partie de la presse spécialisée. Le média informatique CinemaTeaser note que c'est « la plus belle performance » de l'actrice. Un autre abonde dans le même sens qualifiant la prestation de Colman de « magistrale ». En France, le long-métrage sort à peine une semaine après The Fabelmans de Steven Spielberg, lui aussi sur la thématique du regard du spectateur. Le film enregistre des scores plus que satisfaisant. Pour son rôle dans Empire of Light : Colman est nommée une septième fois aux Golden Globes (sa seconde nomination consécutive) dans la catégorie meilleure actrice dans un film dramatique.
Elle succède aux actrices Anne Bancroft, Helena Bonham Carter et Charlotte Rampling, et nécessite près de quatre heures de maquillage quotidienéa dans le rôle de Miss Havisham à l'occasion d'un remake à destination de la télévision des Grandes Espérances, d'après l'œuvre éponyme de Charles Dickens. Le projet est chapeauté par le producteur et scénariste Steven Knight, avec également Fionn Whitehead dans le rôle titre.
Dans un autre temps, la comédienne joue son propre rôle dans la comédie Barbie coécrite et réalisée par Greta Gerwigporter par le tandem Margot Robbie/Ryan Gosling. Malheureusement, ses scènes se trouvent coupées au montage final. Le film se révélera être le phénomène mondial de l'été 2023 engrangeant 1,38 milliard de dollars boosté entre autres par le même Barbenheimer.
En novembre 2023, elle reprend une dernière fois son rôle de la souveraine Élisabeth II aux côtés de ses homologues Claire Foy et Imelda Staunton à l'occasion de l'ultime saison de la série biographique The Crown.
Le mois suivant elle joue l'un des méchants de la comédie musicale Wonka. Le film est centré sur les origines du personnage de Willy Wonka créé par l'écrivain irlandais Roald Dahl. Elle y complète une distribution d'acteurs portée par le nouveau venu Timothée Chalamet et qui se compose également de Hugh Grant, Keegan-Michael Key, Rowan Atkinson et Sally Hawkins. Ce film signe les premiers pas d'Olivia Colman comme chanteuse et danseuse. Tourné pendant trois ans, le film connut beaucoup de difficultés à être monté en raison de la pandémie de coronavirus puis de la grêve des scénaristes à Hollywood durant l'été 2023.
En 2024, elle retrouve sa partenaire de jeu Jessie Buckley dans le film à énigme Scandaleusement vôtre. Elle y incarne l'un des deux rôles principaux. Le film compte aussi sur la présence de Timothy Spall qui interprète son mari à l'écran et d'Eileen Atkins dans un rôle encore inconnu. Le film aborde les débuts de la littérature érotique auprès de la classe ouvrière britannique des années 1920.
Olivia Colman est ensuite invitée sur la série The Bear. Durant trois épisodes, elle incarne la cheffe Terry, dans une série à succès populaire qui lui permet de renouer avec l'humour noir.
En 2024, elle incarne la mère supérieure d'un couvent dans la troisième adaptation cinématographique des aventures de l'ours Paddington, intitulée Paddington au Pérou. Elle complète une distribution réunissant Hugh Bonneville, Emily Mortimer, Imelda Staunton, Antonio Banderas et l'acteur Ben Whishaw qui prête sa voix au héros. Il s'agit de la seconde incursion de la comédienne dans un long-métrage à destination de la jeunesse après la comédie musicale Wonka. La même année, elle fait son retour dans le cinéma indépendant avec le thriller The Roses aux côtés de Benedict Cumberbatch, Kate McKinnon et Adam Sandler sous la direction du réalisateur Jay Roach. Ce film signe également ses retrouvailles avec le scénariste Tony McNamara sept ans après La Favorite et ses débuts comme productrice.

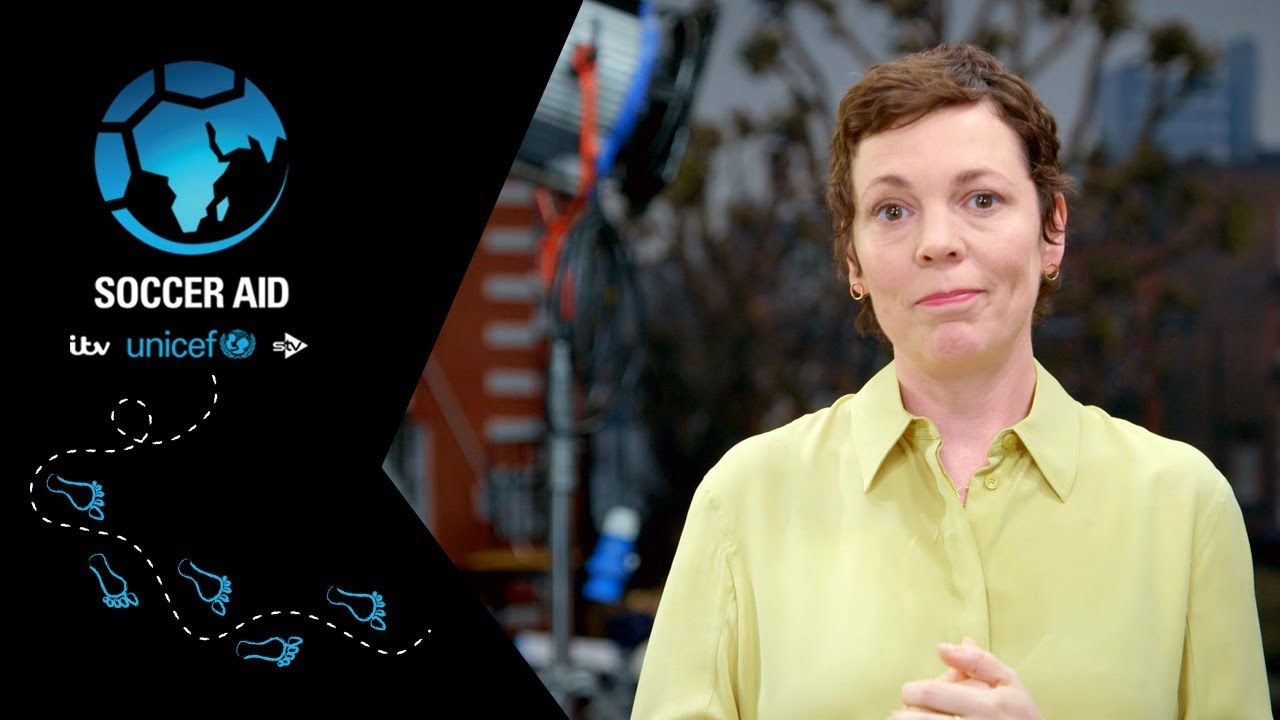
Olivia Colman dans un clip de campagne pour l'UNICEF.

### Vie privée
En 1993, Olivia Colman rencontre Ed Sinclair à l'université[réf. souhaitée][Laquelle ?]. En 2001, elle se marie à ce futur écrivain[réf. souhaitée], avec qui elle a trois enfants : Finn (né en 2005), Hall (né en 2007) et une fille (née en 2015)[réf. souhaitée].
Olivia Colman a apporté son soutien à son partenaire de jeu Kit Connor, dont elle joue la mère dans la série Heartstopper, lorsqu'il se trouve victime de harcèlement de la part de certains internautes qui le forcent ainsi à révéler sa bisexualité.

## Image dans l'industrie
Elle est considérée par l'actrice américaine Sharon Stone comme l'une des meilleures actrices de sa génération avec Meryl Streep, Frances McDormand, ou encore Emma Thompson. Hayley Atwell déclare aussi grandement l'admirer.
Elle est l'un des modèles de la campagne automne/hiver 2024 de la marque de mode britannique Burberry.

## Filmographie

### Cinéma

#### Longs métrages

##### Années 2000
- 2005 : Zemanovaload de Jayson Rothwell : la productrice de télévision
- 2005 : Buried Alive d'Adam James Bromley, Mhairi Coyle et Mike Embleton
- 2006 : Confetti de Debbie Isitt : Joanna
- 2007 : Hot Fuzz d'Edgar Wright : Doris Thatcher
- 2007 : Trop jeune pour elle (I Could Never Be Your Woman) d'Amy Heckerling : la coiffeuse
- 2007 : Grown Your Own de Richard Laxton : Alice
- 2009 : Le Donk & Scor-zay-zee de Shane Meadows : Olivia

##### Années 2010
- 2011 : Tyrannosaur de Paddy Considine : Hannah
- 2011 : La Dame de fer (The Iron Lady) de Phyllida Lloyd : Carol Thatcher
- 2012 : Week-end royal (Hyde Park on Hudson) de Roger Michell : la reine Elizabeth
- 2013 : Mariage à l'anglaise (I Give It a Year) de Dan Mazer : Linda
- 2014 : Salsa Fury (Cuban Fury) de James Griffiths : Sam
- 2015 : The Lobster de Yórgos Lánthimos : la directrice de l’hôtel
- 2015 : London Road de Rufus Norris : Julie
- 2017 : Le Crime de l'Orient-Express (Murder on the Orient Express) de Kenneth Branagh : Hildegarde Schmidt
- 2018 : La Favorite (The Favourite) de Yórgos Lánthimos : la reine Anne d'Angleterre
- 2019 : Le Souffle du serpent (Them That Follow) de Britt Poulton et Dan Madison Savage : Hope Slaughter

##### Années 2020
- 2020 : The Father de Florian Zeller : Anne
- 2021 : Entre les lignes de Eva Husson : Mme Clarrie Niven
- 2021 : The Lost Daughter de Maggie Gyllenhaal : Leda Caruso (également productrice déléguée)
- 2021 : La Vie extraordinaire de Louis Wain (The Electrical Life of Louis Wain) de Will Sharpe : la narratrice
- 2022 : Le Chat potté 2 : la Dernière quête (Puss in Boots: The Last Wish) de Joel Crawford et Januel P. Mercado : Maman Ours
- 2022 :  Scrooge, un (Mé)chant de Noël (Scrooge: A Christmas Carol) de Stephen Donnelly : le fantôme des Noëls Passés
- 2022 : Joyride d'Emer Reynolds : Joy
- 2023 : Empire of Light de Sam Mendes : Hilary Small
- 2023 : Barbie de Greta Gerwig : Narratrice 2 (caméo - coupée au montage)
- 2023 : Wonka de Paul King : Mrs Scrubitt
- 2024 : Scandaleusement vôtre (Wicked Little Letters) de Thea Sharrock : Edith Swan
- 2024 : Paddington au Pérou (Paddington in Peru) de Dougal Wilson : la mère supérieure
- 2025 : Jimpa de Sophie Hyde : Hannah
- 2025 : La Guerre des Rose (The Roses) de Jay Roach : Ivy Rose (également productrice)
- À venir : Wicker d'Alex Huston-Fischer et Eleanor Wilson (également productrice)

#### Courts métrages
- 2007 : Dog Altogether de Paddy Considine : Anita
- 2011 : See Me de Catherine Shepherd : la demoiselle
- 2014 : The Kármán Line d'Oscar Sharp : Sarah
- 2018 : All The World's A Stage de Florence Kosky : la narratrice
- 2018 : Unexpected Item de Stephen Gallacher : la labouratrice
- 2018 : Let's Dance de Justin Peck : la cuisinière (segment Coffee to Go)

### Télévision

#### Téléfilms
- 2003 : The Strategic Humor Initiative de[Qui ?] : divers personnages
- 2005 : Angell's Hell de Metin Hüseyin : Belinda
- 2007 : The Grey Man de Declan O'Dwyer : Linda Dodds
- 2008 : Consuming Passion de Dan Zeff : Janet / Violetta Kiss
- 2011 : Comic Relief: Uptown Downstairs Abbey d'Adrian Edmondson : O'Brien
- 2012 : Bad Sugar de Ben Palmer : Joan Cauldwell
- 2013 : The Thirteenth Tale de James Kent : Margaret Lea
- 2014 : Romance de gare (The 7.39) : Maggie Matthews

#### Séries télévisées
- 2003–2015 : Peep Show : Sophie Chapman (rôle secondaire, 33 épisodes)
- 2004–2006 : Green Wing : Harriet Schulenburg (rôle secondaire, 18 épisodes)
- 2008–2009 : Beautiful People : Debbie Doonan  (rôle secondaire, 12 épisodes)
- 2010 : Doctor Who : une patiente dans le coma (rôle secondaire ; saison 5, épisode 1 : Le Prisonnier zéro)
- 2010-2014 : Rev. : Alex Smallbone (19 épisodes)
- 2011–2012 : Twenty Twelve : Sally Owen (rôle principal, 10 épisodes)
- 2013-2017 : Broadchurch : Ellie Miller (rôle principal, 24 épisodes)
- 2016-2018 : The Night Manager : Angela Burr (6 épisodes)
- 2016-2018 : Flowers : Deborah Flowers (12 épisodes)
- 2016-2019 : Fleabag : la belle-mère (9 épisodes)
- 2019-2023 : The Crown : Élisabeth II (Saisons 3 et 4 - rôle principal, saison 6 - invitée ; 21 épisodes)
- Depuis 2022 : Heartstopper : Sarah Nelson (6 épisodes)
- Depuis 2023 : Secret Invasion : Sonya Falsworth (6 épisodes)
- 2026 : Orgueil et Préjugés : Mrs. Bennet

#### Mini-séries
- 2000 : Bruiser : divers personnages (rôle secondaire, 6 épisodes)
- 2005 : Look Around You : Pam Bachelor (rôle secondaire, 6 épisodes)
- 2006–2008 : That Mitchell and Webb Look : divers personnages (rôle secondaire, 13 épisodes)
- 2007 : The Time of Your Life : Amanda (rôle principal, 6 épisodes)
- 2009 : Mister Eleven : Beth (rôle secondaire,2 épisodes)
- 2011 : Exile : Nancy Ronstadt (rôle secondaire, 3 épisodes)
- 2014 : The 7.39 : Maggie Matthews (mini-série ; 2 épisodes)
- 2014 : Mr. Sloane : Janet  (6 épisodes)
- 2018 : Watership Down : Strawberry (4 épisodes)
- 2019 : Les Misérables : madame Thénardier (mini-série ; 4 épisodes)
- 2021 : Les Paysagistes (Landscapers) : Suzanne Edwards (mini-série ; 4 épisodes ; également productrice déléguée)
- 2022 : Great Expectations : Miss Havisham (mini-série, 4 épisodes)

#### Caméos
- 2001 : People Like Us : Pam (saison 2, épisode 1 : The Vicar)
- 2001 : Life as We Know It : Penny (saison 1, épisode 3 : The Interview)
- 2001 : The Mitchell and Webb Situation : divers personnages (5 épisodes)
- 2001 : Mr Charity : la mère paniquée (saison 1, épisode 5 : Nice to Feed You)
- 2001 : Comedy Lab : Linda (saison 4, épisode 9 : Daydream Believers: Brand New Beamer)
- 2002 : Rescue Me : Paula (saison 1, épisode 4)
- 2002 : Holby City : Kim Prebble (saison 4, épisode 45 : New Hearts, Old Scores)
- 2002 : The Office : Helena (saison 2, épisode 6 : Interview)
- 2003 : Gash : divers personnages (3 épisodes)
- 2003 : Eyes Down : Mandy Foster (saison 1, épisode 3 : Stars in Their Eyes)
- 2005 : Help (saison 1, épisode 6)
- 2005 : The Robinsons : Connie (saison 1, épisode 3)
- 2005 : Ash et Scribbs (Murder in Suburbia) : Ellie (saison 2, épisode 6 : Golden Oldies)
- 2005 : ShakespeaRe-Told : Ursula (mini-série ; saison 1, épisode 1 : Much Ado About Nothing)
- 2004 : Black Books : Tanya (saison 3, épisode 2 : Elephants and Hens)
- 2004 : Swiss Toni : Linda Byron (saison 2, épisode 1 : Troubleshooter)
- 2004 : NY-LON : Lucy (saison 1, épisode 5 : Something About Family)
- 2004 : Coming Up : la réceptionniste (saison 2, épisode 1 : The Baader Meinhoff Gang Show)
- 2008 : Love Soup : Penny (saison 2, épisode 2 : Integrated Logistics)
- 2009 : Skins : Gina Campbell (saison 3, épisode 6 : Naomi)
- 2009 : Inspecteur Barnaby : saison 12, épisode 5 : Crimes en grandeur nature (Small Mercies (en)) de Peter Smith : Bernice
- 2010 : Doctor Who : la mère (saison 5, épisode 1 : The Eleventh Hour)
- 2013 : The Suspicions of Mr Whicher : Susan Spencer (saison 1, épisode 2 : The Murder in Angel Lane)
- 2012 : Accused : Sue (saison 2, épisode 2 : Mo's Story)
- 2013 : Run : Carol (mini-série ; 2 épisodes)
- 2014 : This is Jinsy : Joan Jenkins (saison 2, épisode 8 : The Golden Woggle)
- 2014 : The Secrets : Pippa (mini-série ; saison 1, épisode 1 : The Dilemma)
- 2014 : W1A : Sally Owen (saison 1, épisode 4)
- 2022 : Staged : elle-même (saison 3, épisode 6)
- 2023 : The Bear : Chef Terry (saison 2, épisode 7)

#### Documentaires
- 2013 : The Five(ish) Doctors Reboot (documentaire-pastiche de la série Doctor Who) : elle-même

### Doublage
- 2004 : Terkel in Trouble (Terkel i knibe) : la mère de Terkel (doublage anglophone)
- 2005 : One Day (court métrage) de Cameron Fitch : la mère de Ian
- 2009 : Big Celebrity Fame Zeppelin de David Firth : la compétitrice
- 2011 : Arrietty : Le Petit Monde des Chapardeurs (借りぐらしのアリエッティ) de Hiromasa Yonebayashi : Homily (doublage anglophone)
- 2014 : Locke de Steven Knight : Bethanl
- 2014 : Pudsey the Dog : The Movie de Nick Moore : Nelly, le cheval
- 2014-2018 : Thomas et ses amis (Thomas and Friends) : Marion
- 2015 : Sodor's Legend of the Lost Treasure : Marion
- 2016 : La Chasse à l'ours (We're Going on a Bear Hunt) (court métrage télévisé) de Joanna Harrison et Robin Shaw : la voix de maman
- 2021 : Les Mitchell contre les machines (The Mitchells vs. the Machines) de Mike Rianda : Pal
- 2021 : Ron débloque (Ron's Gone Wrong) de Sarah Smith et Jean-Philippe Vine : Donka Pudowski
- 2021 : Superworm (téléfilm) de Jac Hamman et Sarah Scrimgeour : la narratrice

## Théâtre
- 2017 : Mosquitoes de Lucy Kirkwood : Jenny

## Distinctions

### Récompenses majeures

#### Oscars du cinéma
| Année | Récompense                            | Film              | Reçue ? |
| ----- | ------------------------------------- | ----------------- | ------- |
| 2019  | Meilleure actrice                     | La Favorite       | Oui     |
| 2021  | Meilleure actrice dans un second rôle | The Father        | Non     |
| 2022  | Meilleure actrice                     | The Lost Daughter | Non     |

#### Golden Globes
| Année | Récompense                                                | Film/Série        | Reçue ? |
| ----- | --------------------------------------------------------- | ----------------- | ------- |
| 2017  | Meilleure actrice dans un second rôle dans une mini-série | The Night Manager | Oui     |
| 2019  | Meilleure actrice dans une comédie                        | La Favorite       | Oui     |
| 2020  | Meilleure actrice dans une série télévisée dramatique     | The Crown         | Oui     |
| 2021  | Meilleure actrice dans une série télévisée dramatique     | The Crown         | Non     |
| 2021  | Meilleure actrice dans un second rôle                     | The Father        | Non     |
| 2022  | Meilleure actrice dans un film dramatique                 | The Lost Daughter | Non     |
| 2023  | Meilleure actrice dans un film dramatique                 | Empire of Light   | Non     |

#### British Academy of Film and Television Arts(BAFTA)
| Année | Récompense                            | Film          | Reçue ? |
| ----- | ------------------------------------- | ------------- | ------- |
| 2012  | Meilleure actrice dans une comédie    | Twenty Twelve | Non     |
| 2013  | Meilleure actrice dans une comédie    | Twenty Twelve | Oui     |
| 2013  | Meilleure actrice dans un second rôle | Accused       | Oui     |
| 2014  | Meilleure actrice                     | Broadchurch   | Oui     |
| 2015  | Meilleure actrice dans une comédie    | Rev.          | Non     |
| 2017  | Meilleure actrice dans une comédie    | Fleabag       | Non     |
| 2019  | Meilleure actrice                     | La Favorite   | Oui     |

#### Mostra de Venise
| Année | Récompense                                          | Film        | Reçue ? |
| ----- | --------------------------------------------------- | ----------- | ------- |
| 2018  | Coupe Volpi de la meilleure interprétation féminine | La Favorite | Oui     |

### Autres récompenses

#### Australian Academy of Cinema and Television Arts Awards
| Année | Récompense        | Film        | Reçue ? |
| ----- | ----------------- | ----------- | ------- |
| 2019  | Meilleure actrice | La Favorite | Oui     |

#### British Independent Film Awards
| Année | Récompense                            | Film           | Reçue ? |
| ----- | ------------------------------------- | -------------- | ------- |
| 2011  | Meilleure actrice                     | Tyrannosaur    | Oui     |
| 2012  | Meilleure actrice                     | Week-end royal | Oui     |
| 2015  | Meilleure actrice dans un second rôle | The Lobster    | Oui     |
| 2019  | Meilleure actrice                     | La Favorite    | Oui     |

#### Critics' Choice Movie Awards/Critics' Choice Television Awards
| Année | Récompense                                               | Film / Série | Reçue ? |
| ----- | -------------------------------------------------------- | ------------ | ------- |
| 2019  | Meilleure actrice dans une comédie                       | La Favorite  | Oui     |
| 2019  | Meilleure distribution (avec Emma Stone et Rachel Weisz) | La Favorite  | Oui     |
| 2019  | Meilleure actrice                                        | La Favorite  | Non     |
| 2020  | Meilleure actrice dans une série télévisée dramatique    | The Crown    | Non     |
| 2021  | Meilleure actrice dans une série télévisée dramatique    | The Crown    | Non     |

#### Gotham Awards
| Année | Récompense                                              | Film        | Reçue ? |
| ----- | ------------------------------------------------------- | ----------- | ------- |
| 2019  | Meilleure distribution (avec Emma Stone et Rachel Weisz | La Favorite | Oui     |

#### European Film Awards
| Année | Récompense        | Film        | Reçue ? |
| ----- | ----------------- | ----------- | ------- |
| 2019  | Meilleure actrice | La Favorite | Oui     |

#### Satellite Awards
| Année | Récompense                                         | Film              | Reçue ? |
| ----- | -------------------------------------------------- | ----------------- | ------- |
| 2011  | Meilleure actrice                                  | Tyrannosaur       | Non     |
| 2013  | Meilleure actrice dans une série dramatique        | Broadchurch       | Non     |
| 2016  | Meilleure actrice dans une série dramatique        | The Night Manager | Oui     |
| 2019  | Meilleure actrice dans une comédie                 | La Favorite       | Oui     |
| 2019  | Meilleur casting (avec Emma Stone et Rachel Weisz) | La Favorite       | Oui     |
| 2021  | Meilleure actrice dans une série dramatique        | The Crown         | Oui     |

#### Emmy Awards
| Année | Récompense                                                               | Film / Série      | Reçue ? |
| ----- | ------------------------------------------------------------------------ | ----------------- | ------- |
| 2016  | Meilleure actrice dans un second rôle dans une mini-série ou un téléfilm | The Night Manager | Non     |
| 2019  | Meilleure actrice de second rôle dans une série comique                  | Fleabag           | Non     |
| 2020  | Meilleure actrice dans une série dramatique                              | The Crown         | Non     |
| 2021  | Meilleure actrice dans une série dramatique                              | The Crown         | Oui .   |

#### Screen Actor Guild Award
| Année | Récompense                                                                 | Film       | Reçue ? |
| ----- | -------------------------------------------------------------------------- | ---------- | ------- |
| 2021  | Screen Actor Guild Award de la meilleure actrice dans un second rôle       | The Father | Non     |
| 2021  | Screen Actor Guild Award de la meilleure actrice dans une série dramatique | The Crown  | Non     |

## Voix francophones
En France, Anne Dolan est la voix régulière d'Olivia Colman. Carole Franck et Julie Dumas l'ont également doublée chacune à quatre reprises.